# 王文洋
王文洋，OBE（1951年4月2日—），生於臺灣新北市新店區，企業家，英國倫敦帝國學院物理學博士，是台塑集團創辦人王永慶的長子，宏仁集團總裁。

## 經歷
1975年，王文洋自英國倫敦帝國學院取得物理學博士學位後，即前往美國協助父親在當地拓展事業版圖，成績頗受父親肯定。爾後王文洋接受王永慶徵召，返台進入南亞塑膠，自課長開始歷練；歷任生產管理組組長、廠長、副理及協理，並兼任國立臺灣大學教授。1995年，因媒體報導王文洋婚外情的呂安妮事件，因呂安妮上萬言書觸怒王永慶，王文洋因此離開台塑集團，並於同年11月接受時任美國柏克萊加州大學校長的好友田長霖之邀前往該校哈斯商学院任教一年。
1996年，王文洋在中國廣州市籌資創辦宏仁集團，生產銅箔基板及PVC等塑化產品；2003年，於中國上海市與前中共中央總書記江澤民之子江綿恆合資發展事業，儘管與江綿恆的合資事業後來宣告失敗，但王文洋已在企業藍圖的實現上邁開步伐。
王文洋於2007年7月獲得英國女王伊莉莎白二世頒授榮譽物理博士學位；同年11月，王文洋發表著作《重建美麗的台灣》，發表自己對台灣未來發展的建言。2008年10月王永慶辭世後，王文洋於2009年5月對父親遺產分配提出質疑和訴訟，尋求解決相關事務。
政治上，王文洋與前總統李登輝、陳水扁和前行政院長唐飛等人友好，亦與各政商名流關係良好。王文洋在2010年以新臺幣五千萬元買下國衛電視台，以國衛電視台為基礎支持名嘴汪笨湖在台南市開設台灣番薯電視台，但後來兩人意見不合導致台灣番薯電視台結束營業。2011年9月，在王文洋的資金援助下，汪笨湖擔任台灣番薯電視台董事長，並於該台主持多個政論節目；但因台灣番薯電視台開播一年多以來虧損連連，以及汪笨湖在其政論節目中批評王雪紅等因素，2012年12月17日汪笨湖遭無預警解除台灣番薯電視台董事長職務。王文洋表示，任何媒體以傷害別人來賺錢，他是做不下去。

## 家庭
- 陳靜文（1947－2007）：於2007年病逝。
  - 兒子王泉仁：倫敦帝國學院財經博士，2014年2月14日於新北市汐止區創辦泉創生醫，現任泉創生醫執行長[5]。擁有新加坡國籍[6][7]。2010年與首都客運千金李晶晶結婚，兩人生下一女，2011年進入離婚訴訟，2014年離婚。2014年與日本籍前藝人佐藤麻衣再婚[8]，2015年4月4日兩人在東京生下一子，2020年進入離婚訴訟，2023年離婚[9]。
  - 女兒王思涵：2014年3月與未婚夫黃健維訂婚，2015年在北海道完婚，但於2018年離婚[10]。

- 呂安妮：於1995年爆發婚外情事件。
  - 兒子：王銓勵

## 出版作品

### 書籍
- 2007年，《重建美麗的台灣》，天下文化，ISBN 9789862160268

## 外部連結
- 无锡宏仁电子材料科技有限公司網站 （页面存档备份，存于）
- 財團法人王月蘭慈善基金會網站 （页面存档备份，存于）
- 財團法人王月蘭慈善基金會的Facebook專頁